# 반지의 비밀일기
《반지의 비밀일기》는 만화책 《반지의 얼렁뚱땅 비밀일기》를 바탕으로 제작된 대한민국의 텔레비전 애니메이션이다. 2017년 7월 13일부터 2018년 1월 11일까지 KBS 1TV에서 1기를 방영했으며, 2019년 7월 17일부터 2020년 1월 22일까지 매주 수요일 오후 5시에 KBS 2TV에서 2기를 방영했고, 2021년 12월 25일부터 2022년 4월 30일까지 매주 토요일 오후 2시 25분에 3기를 방영했다.

## 방송 일시
| 방송 채널 | 방송일                             | 방송 시간 |
| --------- | ---------------------------------- | --------- |
| KBS 1TV   | 2017년 7월 13일 ~ 2018년 1월 11일  | 종료      |
| KBS 1TV   | 2021년 12월 25일 ~ 2022년 4월 30일 | 종료      |
| KBS 2TV   | 2019년 7월 17일 ~ 2020년 1월 22일  | 종료      |
| KBS 2TV   | 2023년 10월 20일 ~ 11월 23일       | 종료      |

## 줄거리
식품회사에 다니는 아빠, 가정주부 엄마, 늦둥이 동생 단지를 둔 대한민국 보통소녀 금반지. 반지는 아기자기하게 꾸미기를 좋아하고, 공부보다는 사랑과 우정이 더 소중한 귀엽고 살짝 얼떨떨한 면이있다. 변응심과 진냠냠이라는 단짝 친구들과 늘 붙어 다니며 가끔은 엉뚱 발랄을 넘어선 엽기적인 사고를 친다. 손호용이라는 남자친구의 무한 애정까지 받는 반지는 대한민국에서 가장 행복한 소녀! 비록 학교 성적은 조금 많이 뒤쳐지지만 착하고 해맑은 반지의 초 울트라 긍정 에너지는 주위 사람들까지 기분 좋게 만드는 힘이 있다. 무한한 상상력으로 하루도 심심할 틈이 없는 반지와 친구들의 유쾌발랄 이야기가 지금 펼쳐진다.

## 등장인물

### 주연
- 금반지: 반지 시리즈의 주인공. 만화가가 꿈이라고 하지만 매일매일 꿈이 바뀌는 명랑한 아이. 만들고 꾸미기를 좋아하는 언제나 천하태평 어리바리한 4차원 소녀. 근심 걱정 따위는 반지 인생에 발도 못 붙인다. 모든 것이 즐겁고 행복하기만 한 초울트라 아방소녀.
- 호용이의여자친구
- 변응심: 반지의 베프. 똑똑한 척은 세계 제일. 하지만 똑똑한 척 하는 거 빼고는 별로 잘 하는 것이 없다. 미소년만 보면 0.1초만에 사랑에 홀릭. 안경을 벗으면 미소녀이다. 3살때까지는 천재였다고 한다.

- 진냠냠: 반지의 베프. 딸기 우유를 매우 좋아하는 딸기 우유의 마니또이며, 다정다감한 성격으로 은근히 인기가 많은 소녀. 태빈 오빠를 좋아한다. 흰 우유를 싫어했으나, 16화(32화) 이 후로는 잘 먹게 되었다. 싫어하는 채소는 오이.
- 손호용: 과묵하지만 자상한 잘생긴 반지의 남자친구. 반지네 학교 최고의 왕자님이지만 호용이는 반지 밖에 모른다.
- 왕뺀돌: 반지네 반의 말썽꾸러기. 여자애들 놀리는 재미로 학교를 다니는 악동의 선두주자. 응심이와는 앙숙관계. 햄스터를 키우고 있다. 이름은 "응심이".
- 빵소라: 반지네 반으로 전학 온 걸그룹 미녀시대의 멤버. 안타깝게도 미녀시대 멤버 중 가장 인기가 없다. 그래도 당당한 아이. 얼떨결에 반지네 토요 봉사회 회원이 되었다.
- 곱단 선생님: 반지네 반에 새로 오신 담임 선생님이다. 전통적인 옛날 것을 사랑하신다. 어딘가 엉뚱하시다. 교과서 사진에 선생님얼굴이 나와서 응심이가 의심할 정도로 수상한 선생님.
- 주임 선생님: 원리원칙에 따라 학생들을 가르치신다. 무섭지만 마음은 정말 따뜻한 선생님. 반지옆집에 산다.
- 금은동: 반지 아빠. 느긋한 성격의 반지 아빠. 티비 보는 게 유일한 취미. 회사에서는 근엄한 팀장님. 식품회사에 다니신다.
- 김숙희: 반지 엄마. 단지 키우랴 반지와 반지 친구들까지 신경 쓰랴 요즘 정신 없는 나날을 보내신다. 수다 떠는 걸 좋아하신다.
- 금단지: 반지의 동생. 언니를 좋아해 언니를 따라 하고 뒤를 졸졸졸 쫓아 다닌다.
- 금뽀삐: 반지네 집 귀여운 강아지.
- 트메이로: 시즌2에서 첫 등장한 인공지능 UI. 전세계 국가의 언어를 사용할 수 있는 것은 물론이고, 사람이 모르는 답을 알려주거나, 음악을 틀어주기도 하고, 심부름까지 해주는 등 한 마디로 완벽한 편의시설을 제공하는 UI 기기다. 로봇 말투를 사용하는 것이 특징이며, 처음엔 지구를 정복하겠다는 야망을 품고 있었으나, 1화에서 그런 야망이 말로 드러날 때마다 뽀삐와 단지에게 계속 괴롭힘을 당하게 되고, 결국엔 야망을 접은 채 반지네 집의 새 식구가 되었다.

### 조연
- 최수포: 반지네 학교 수학 선생님. 처음 나왔을 때는 우울했다가(자신의 운명이 '수학을 포기할 운명'이라고 하였다.) 두번째로 나왔을 때는 상큼발랄하게 나온다. 첫번째, 두번째 다 학생들을 열심히 공부시킬려고 한 일이다.
- 울자: 반지네 반 친구. 우등생. 전교 2등. 전교 1등 미쓰민을 라이벌로 삼고 있다. 치아 교정을 하고 있다. 어른스러운 성격. 생일이 만우절이라서 친구들이 생일이란걸 믿지 않는다. 공부에 집중하느라 미모를 신경쓰지 않는듯 하나, 돌출한 두 앞니를 교정하는 것을 모아 약간 미모에 관심 있다.
- 최태풍: 반지네 반 전학생. 처음에는 불량하게 생긴 외모로 뺀돌이를 제외한 모든 반 친구들한테 비호감이었지만, 나중에는 모두가 좋아하게 된다. 딸기를 좋아해서 얼굴에 딸기 밴드를 붙이고 다닌다. 안경을 벗으면 더 잘 생겨진다. 응심이를 좋아하는 듯 하다.
- 진진이: 반지네 반 친구. 안경을 쓰고 있다. 안경을 쓰면 미소녀다. 그러나, 뺀돌이가 자꾸 장난을 쳐서 늘 괴롭다. 안경을 벗으면 안 보일 정도로 눈이 매우 나쁘다.
- 진찬찬: 냠냠이의 오빠. 빵소라의 열혈팬.
- 껌딱지: 반지네 반 친구. 짠순이이다.
- 토끼냥: 반지네 학교 친구. 이름이 토끼냥 이라서 그런지 반지네 학교 학생 중에서 달리기가 제일 빠른 친구.

### 단역
- 준이: 9화(18화) 등장. 반지의 옛 친구. 반지를 좋아하는 듯 하다.
- 달래: 9화(18화) 등장. 준영이를 좋아하는 듯 하다. 준영이는 반지를 좋아하는데, 정작 자신은 준영이와 같이 있으려고 한다.
- 딸기 우유 요정: 16화(32화) 등장. 냠냠이가 흰우유를 잘 안 마셔서 나타난 요정. 알고보면 아저씨다.
- 흰 우유 요정: 16화(32화) 등장. 신입 요정이다. 냠냠이네 집에 교육 받으러 온 요정. 아직 아기이다. 아주 조그맣다. 냠냠이가 귀여워 한다. 좋아하는 것은 흰 우유.
- 오이 요정: 16화(32화) 등장. 냠냠이가 오이를 잘 안먹어서 나타난 요정.

### 목소리출연
- 방연지 - 금반지, 흰 우유 요정
- 김선혜 - 변응심
- 조경이 - 진냠냠, 곱단 선생님, 진진이
- 채민지 - 손호용, 주임 선생님, 최태풍, 껌딱지, 오이 요정
- 홍범기 - 왕뺀돌, 금은동, 최수포, 진찬찬, 딸기 우유 요정
- 여윤미 - 빵소라, 김숙희, 울자, 토끼냥

## 제작진
- 책임 프로듀서: 이경묵(1~2기), 박성주(3기) (1화), 김자현(3기) (2화~14화)
- 프로듀서: 이지민, 이순주(1기), 황용명(2기), 목훈(3기)
- 기획프로듀서: 임만식, 강주연
- 원작: 종이 ‘반지의 얼렁뚱땅 비밀일기’
- 기획/제작총괄: 이별남
- 프로젝트 매니저: 홍수진
- 시나리오: 백지현, 박지연
- 디자인: 윤서정, 강은주, 전은희, 송미경
- 연출감독: 한승우
- 스토리보드: 한승우, 김부영, 최지원, 김윤희, 정달희, 이기웅, 최숙영
- 레이아웃 슈퍼바이저: 한승우
- 레이아웃/원화: 전은희, 송미경
- 애니메이션 슈퍼바이저: 김인복
- 리드 애니메이터: 장수진, 한주석, 송하나
- 애니메이션: 한세화, 이정현, 황철, 김선용, 최윤서, 박원국, 이채은, 임지은, 최성종, 이상학, 정호영, 박수현, 이슬, 김선녕, 조규석, 임보라미, 원동우, 김하얀, 박한빈, 이소망, 이혜민, 신꽃샘, 김민진
- 배경미술 슈퍼바이저: 김학철
- 배경미술: 이현정, 윤서정, 강은주, 유진희, 김은희, 조화진, 김혜성, 박동기, 강현아, 허승연
- 3D 슈퍼바이저: 표병곤, 김경환
- 편집: 남종현
- 제작지원: 김수지, 도현정, 김성준
- 마케팅 총괄: 신장선
- 마케팅&라이선싱: 애니맥스브로드캐스팅코리아 (김민애, 임우경)
- 라이선싱 디자인: 장류진
- 온라인 홍보 영상: 이지영
- 해외마케팅: 이순도
- 원작지원: 대원씨아이 (황민호, 오태엽, 윤권희)
- 음악감독: 신승준 (시즌1)/ 최용원 (시즌2)/ 세모로, 김민수 (시즌3)
- 주제가 작곡/편곡: 신스뮤직 (신승준, 김원아)
- 주제가 작사: 임만식
- 노래: 방연지
- 코러스: 유지예
- 주제가 녹음/기술지원: SBA미디어콘텐츠센터 (함종민, 박동주)
- 사운드 녹음 믹싱: 블루밍사운즈
- 사운드 슈퍼바이저: 이성원
- 사운드 에디터: 정일권
- 녹음연출: 이별남(2기)
- 애니메이션 제작 협력: 픽셔너리 아트팩토리 그리메(2~3기)
- 홈페이지: KBS 미디어 (구경순)
- 홍보: 조성훈, 최승주
- 제작지원: 한국콘텐츠진흥원
- 편집감독: 유운모
- 종합편집: 조경익(3기)
- 컴퓨터그래픽: (1,2기) 황은서 자막디자인:(3기) 황은서
- 조연출: 차힌결
- 연출: 이순주(1기), 황용명(2기), 목훈(3기)
- 기획: KBS
- 제작: ㈜쏘울크리에이티브/레인보우 브릿지 스튜디오 1,2,3기 애니맥스 1기

## 방영 목록

### 1기
| 회차       | 주제                                          | 방송 일자        |
| ---------- | --------------------------------------------- | ---------------- |
| 1화        | 보정보정해 상장 주세요                        | 2017년 7월 13일  |
| 2화        | 엄마가 학교 간다! 우리 반 명탐정              | 2017년 7월 20일  |
| 3화        | 응심이의 생일 학교가 바뀌었다                 | 2017년 7월 27일  |
| 4화        | 이것이 반지식 연애법 깨끗해 지고 싶어         | 2017년 8월 3일   |
| 5화        | 스피드 레이서 당당해지고 싶어                 | 2017년 8월 10일  |
| 6화        | 엄마의 큰 그림 텃밭 가꾸기 왕                 | 2017년 8월 17일  |
| 7화        | 서늘한 여름 날 수상한 곱단 선생님             | 2017년 8월 24일  |
| 8화        | 호용이의 일기 아빠를 구하라                   | 2017년 8월 31일  |
| 9화        | 도서관 삼총사 반지의 옛 친구                  | 2017년 9월 7일   |
| 10화       | 스타가 된 응심이 나도 교복 디자이너           | 2017년 9월 14일  |
| 11화       | 인기남이 되고 싶어 안경 전쟁                  | 2017년 9월 21일  |
| 12화       | 뜻밖의 손님 학교까지 열 걸음                  | 2017년 9월 28일  |
| 13화       | 자원 봉사 체험 보고싶다 친구야                | 2017년 10월 12일 |
| 14화       | 새로운 친구들 학교 지하실의 비밀              | 2017년 10월 19일 |
| 15화       | 인류 멸망 대비 우리 식량 창고 콩심의 매력     | 2017년 10월 26일 |
| 16화       | 한 달 용돈 딸기 우유 요정                     | 2017년 11월 2일  |
| 17화       | 엄마의 건망증 내 친구는 내가 지킨다           | 2017년 11월 9일  |
| 18화       | 만우절 개를 사랑해                            | 2017년 11월 16일 |
| 19화       | 중독된 가족 냠푼젤                            | 2017년 11월 23일 |
| 20화       | 한 여름 밤의 꿈 퀴퀴한 3총사                  | 2017년 11월 30일 |
| 21화       | 공포스러운 충치 수영장에서 생긴 일            | 2017년 12월 7일  |
| 22화       | 아빠랑 붕어빵 수선 전문가                     | 2017년 12월 14일 |
| 23화       | 응심이 대 냠냠이 별난 학예회                  | 2017년 12월 21일 |
| 24화       | 아빠의 위기 지나간 오늘의 운세                | 2017년 12월 28일 |
| 25화       | 공포의 병문안 우리는 언제부터 친구였지        | 2018년 1월 4일   |
| 최종화(26) | 세상에서 제일 무서운 선생님 뺀돌이가 달라졌어 | 2018년 1월 11일  |

### 파트2
| 회차       | 주제                   | 방송 일자        |
| ---------- | ---------------------- | ---------------- |
| 1화        | 새로운 가족            | 2019년 7월 17일  |
| 2화        | 비실비실 냠냠이        | 2019년 7월 24일  |
| 3화        | 미스터리 수집왕        | 2019년 7월 31일  |
| 4화        | 손톱 도둑              | 2019년 8월 7일   |
| 5화        | 뽀삐의 대활약          | 2019년 8월 14일  |
| 6화        | 두근두근 잠옷 파티     | 2019년 8월 21일  |
| 7화        | 엉망진창 좀비세상      | 2019년 8월 28일  |
| 8화        | 안티 대첩              | 2019년 9월 4일   |
| 9화        | 악마의 인형            | 2019년 9월 11일  |
| 10화       | 호용이의 기억 상실?    | 2019년 9월 18일  |
| 11화       | 사춘기 대작전          | 2019년 9월 25일  |
| 12화       | 벼룩시장               | 2019년 10월 2일  |
| 13화       | 공부 대결              | 2019년 10월 16일 |
| 14화       | 응심이는 매력쟁이      | 2019년 10월 23일 |
| 15화       | 공포의 담력훈련        | 2019년 10월 30일 |
| 16화       | 내 방을 갖고 싶어      | 2019년 11월 6일  |
| 17화       | 조퇴의 여왕            | 2019년 11월 13일 |
| 18화       | 나도 이제 인기 너튜버? | 2019년 11월 20일 |
| 19화       | 반장 응심이            | 2019년 11월 27일 |
| 20화       | 잔소리 피하기 대작전   | 2019년 12월 4일  |
| 21화       | 우리가 슈퍼히어로      | 2019년 12월 11일 |
| 22화       | 나는 모르는 너의 비밀  | 2019년 12월 18일 |
| 23화       | 치킨집 미소년          | 2019년 12월 24일 |
| 24화       | 학교 가기 싫은 날      | 2020년 1월 8일   |
| 25화       | 반지 공주와 일곱 아기  | 2020년 1월 15일  |
| 최종화(26) | 우리들의 미래일기      | 2020년 1월 22일  |

### 2기
| 회차       | 주제                   | 방송 일자        |
| ---------- | ---------------------- | ---------------- |
| 1화        | 새로운 가족            | 2019년 7월 17일  |
| 2화        | 비실비실 냠냠이        | 2019년 7월 24일  |
| 3화        | 미스터리 수집왕        | 2019년 7월 31일  |
| 4화        | 손톱 도둑              | 2019년 8월 7일   |
| 5화        | 뽀삐의 대활약          | 2019년 8월 14일  |
| 6화        | 두근두근 잠옷 파티     | 2019년 8월 21일  |
| 7화        | 엉망진창 좀비세상      | 2019년 8월 28일  |
| 8화        | 안티 대첩              | 2019년 9월 4일   |
| 9화        | 악마의 인형            | 2019년 9월 11일  |
| 10화       | 호용이의 기억 상실?    | 2019년 9월 18일  |
| 11화       | 사춘기 대작전          | 2019년 9월 25일  |
| 12화       | 벼룩시장               | 2019년 10월 2일  |
| 13화       | 공부 대결              | 2019년 10월 16일 |
| 14화       | 응심이는 매력쟁이      | 2019년 10월 23일 |
| 15화       | 공포의 담력훈련        | 2019년 10월 30일 |
| 16화       | 내 방을 갖고 싶어      | 2019년 11월 6일  |
| 17화       | 조퇴의 여왕            | 2019년 11월 13일 |
| 18화       | 나도 이제 인기 너튜버? | 2019년 11월 20일 |
| 19화       | 반장 응심이            | 2019년 11월 27일 |
| 20화       | 잔소리 피하기 대작전   | 2019년 12월 4일  |
| 21화       | 우리가 슈퍼히어로      | 2019년 12월 11일 |
| 22화       | 나는 모르는 너의 비밀  | 2019년 12월 18일 |
| 23화       | 치킨집 미소년          | 2019년 12월 24일 |
| 24화       | 학교 가기 싫은 날      | 2020년 1월 8일   |
| 25화       | 반지 공주와 일곱 아기  | 2020년 1월 15일  |
| 최종화(26) | 우리들의 미래일기      | 2020년 1월 22일  |

### 3기
| 회차       | 주제                 | 방송 일자        |
| ---------- | -------------------- | ---------------- |
| 1화        | 몸이 바뀌었어        | 2021년 12월 25일 |
| 2화        | 뽀삐의 일기          | 2022년 1월 1일   |
| 3화        | 넌 인기가 참 많아    | 2022년 1월 8일   |
| 4화        | 얄미워서 최얄미      | 2022년 1월 15일  |
| 5화        | 고양이와 수상한 사촌 | 2022년 1월 22일  |
| 6화        | 핑크에 빠져버렸어    | 2022년 2월 19일  |
| 7화        | 알쏭달쏭 호용이      | 2022년 2월 26일  |
| 8화        | 나는야 미용전문가    | 2022년 3월 12일  |
| 9화        | 무인도 표류일기      | 2022년 3월 19일  |
| 10화       | 외식이 좋아          | 2022년 4월 2일   |
| 11화       | 갑자기 유명해졌어    | 2022년 4월 9일   |
| 12화       | 두근두근 감기씨      | 2022년 4월 16일  |
| 13화       | 계획은 이루어진다    | 2022년 4월 23일  |
| 최종화(14) | 곱단 선생님 최고     | 2022년 4월 30일  |

## 관련 서적
- 원작 만화책은 2021년 12월 기준으로 26권까지 출간되었다.
- 필름북은 대원씨아이(대원키즈)에서 1기는 52화 전체를 총 8권으로, 2기는 26화 전체를 총 4권으로 나누어서 간행되었다.

### 필름북 발행 일자

#### 1기
| 회차       | 제목                                                  | 발행 일자        | 권차 |
| ---------- | ----------------------------------------------------- | ---------------- | ---- |
| 1화        | 보정보정해 상장 주세요                                | 2017년 7월 27일  | 1권  |
| 2화        | 엄마가 학교 간다 우리 반 명탐정                       | 2017년 7월 27일  | 1권  |
| 3화        | 응심이의 생일 헉! 학교가 바뀌었다                     | 2017년 7월 27일  | 1권  |
| 4화        | 이것이 반지 표 밀당!? 훈녀가 되고 싶어                | 2017년 9월 1일   | 2권  |
| 5화        | 스피드 레이서 당당해지고 싶어                         | 2017년 9월 1일   | 2권  |
| 6화        | 팬심의 힘 텃밭 가꾸기의 왕                            | 2017년 9월 1일   | 2권  |
| 7화        | 귀신 양의 방문 수상한 곱단 쌤                         | 2017년 11월 10일 | 3권  |
| 8화        | 호용이의 일기: 내가 너를 처음 만난 날 아빠를 구하라   | 2017년 11월 10일 | 3권  |
| 9화        | 도서관 민폐쟁이 반지의 옛날 남자 친구                 | 2017년 11월 10일 | 3권  |
| 10화       | 스타가 된 응심이 나도 교복 디자이너                   | 2018년 1월 31일  | 4권  |
| 11화       | 안경 전쟁 인기남이 되고 싶어                          | 2018년 1월 31일  | 4권  |
| 12화       | 뜻밖의 손님 학교까지 열 걸음                          | 2018년 1월 31일  | 4권  |
| 13화       | 자원봉사 체험 하루 23시간 59분 60초 동안 널 보고 싶어 | 2018년 3월 15일  | 5권  |
| 14화       | 미소년 전학생 미소녀 비술                             | 2018년 3월 15일  | 5권  |
| 15화       | 인류 멸망 대비 우리 식량 창고 마성의 콩심이           | 2018년 3월 15일  | 5권  |
| 16화       | 한 달 용돈 딸기우유 요정                              | 2018년 4월 15일  | 6권  |
| 17화       | 엄마의 건망증 내 남친은 내가 지킨다                   | 2018년 4월 15일  | 6권  |
| 18화       | 만우절 개님들을 사랑해                                | 2018년 4월 15일  | 6권  |
| 19화       | 중독된 가족 냠푼젤                                    | 2018년 6월 15일  | 7권  |
| 20화       | 오 마이 갓! 구리구리 3총사                            | 2018년 6월 15일  | 7권  |
| 21화       | 공포의 충치 두근두근 수영장                           | 2018년 6월 15일  | 7권  |
| 22화       | 아빠랑 붕어빵 어린 사장님                             | 2018년 6월 15일  | 7권  |
| 23화       | 응심이 대 냠냠이 학예회의 최고 스타                   | 2018년 8월 22일  | 8권  |
| 24화       | 위기일발 아빠 오늘의 운세                             | 2018년 8월 22일  | 8권  |
| 25화       | 공포의 병문안 우리는 언제부터 친구였지                | 2018년 8월 22일  | 8권  |
| 최종화(26) | 세상에서 제일 무서운 선생님 매너왕 뺀돌이             | 2018년 8월 22일  | 8권  |

#### 2기
| 회차       | 제목                    | 발행 일자        | 권차 |
| ---------- | ----------------------- | ---------------- | ---- |
| 1화        | 웰컴! 인공지능 스피커   | 2019년 9월 20일  | 1권  |
| 2화        | 비실비실 냠냠이         | 2019년 9월 20일  | 1권  |
| 3화        | 미스터리 수집왕         | 2019년 9월 20일  | 1권  |
| 4화        | 손톱 도둑               | 2019년 9월 20일  | 1권  |
| 5화        | 뽀삐의 대활약           | 2019년 9월 20일  | 1권  |
| 6화        | 두근두근, 파자마 파티!  | 2019년 9월 20일  | 1권  |
| 7화        | 엉망진창 좀비세상       | 2019년 12월 20일 | 2권  |
| 8화        | 빵소라의 안티대첩       | 2019년 12월 20일 | 2권  |
| 9화        | 악마의 인형             | 2019년 12월 20일 | 2권  |
| 10화       | 호용이가 기억상실       | 2019년 12월 20일 | 2권  |
| 11화       | 사춘기 대작전           | 2019년 12월 20일 | 2권  |
| 12화       | 벼룩시장                | 2019년 12월 20일 | 2권  |
| 13화       | 공부의 신               | 2020년 2월 25일  | 3권  |
| 14화       | 응심이는 매력쟁이       | 2020년 2월 25일  | 3권  |
| 15화       | 공포의 담력훈련         | 2020년 2월 25일  | 3권  |
| 16화       | 내 방을 갖고 싶어       | 2020년 2월 25일  | 3권  |
| 17화       | 조퇴의 여왕             | 2020년 2월 25일  | 3권  |
| 18화       | 나도 이제 인기 너튜버   | 2020년 2월 25일  | 3권  |
| 19화       | 응심이의 폭주           | 2020년 4월 22일  | 4권  |
| 20화       | 잔소리 피하기 대작전    | 2020년 4월 22일  | 4권  |
| 21화       | 우리가 슈퍼히어로       | 2020년 4월 22일  | 4권  |
| 22화       | 나는 모르는 너의 비밀   | 2020년 4월 22일  | 4권  |
| 23화       | 치킨 집 미소년          | 2020년 4월 22일  | 4권  |
| 24화       | 학교 가기 싫은 날       | 2020년 4월 22일  | 4권  |
| 25화       | 반지 공주와 일곱 베이비 | 2020년 4월 22일  | 4권  |
| 최종화(26) | 우리들의 미래일기       | 2020년 4월 22일  | 4권  |